# Wowan
Wowan är en ort i Australien. Den ligger i kommunen Banana och delstaten Queensland, omkring 490 kilometer nordväst om delstatshuvudstaden Brisbane. Antalet invånare är 339.
Trakten runt Wowan är nära nog obefolkad, med mindre än två invånare per kvadratkilometer.. Det finns inga andra samhällen i närheten.
Omgivningarna runt Wowan är huvudsakligen savann. Genomsnittlig årsnederbörd är 1 071 millimeter. Den regnigaste månaden är januari, med i genomsnitt 283 mm nederbörd, och den torraste är augusti, med 20 mm nederbörd.